# Бедфорд-парк-бульвар — Леман-колледж (линия Джером-авеню, Ай-ар-ти)
|   |   |   |   |   |
| · | · | · | · | · |

|   |   |   |   |   |
| · | · | · | · | · |

«Бедфорд-парк-бульвар — Леман-колледж» (англ. Bedford Park Boulevard–Lehman College) — станция Нью-Йоркского метрополитена, расположенная на линии Джером-авеню, Ай-ар-ти.  На станции останавливается маршрут 4 (круглосуточно). Она представлена двумя боковыми платформами, обслуживающими два локальных пути.
Станция была открыта 15 апреля 1918 года. Через станцию проходят три пути — два локальных и один экспресс, который сегодня не используется. К северу от станции имеются два пути, сворачивающие в депо «Джером». К югу от станции к пути южного направления присоединяется путь, идущий из депо «Конкорс».
Рядом со станцией расположен Леман-колледж, а через два блока восточнее станция Бедфорд-парк-бульвар на IND Concourse Line.